# خووان رودریگز برمخو

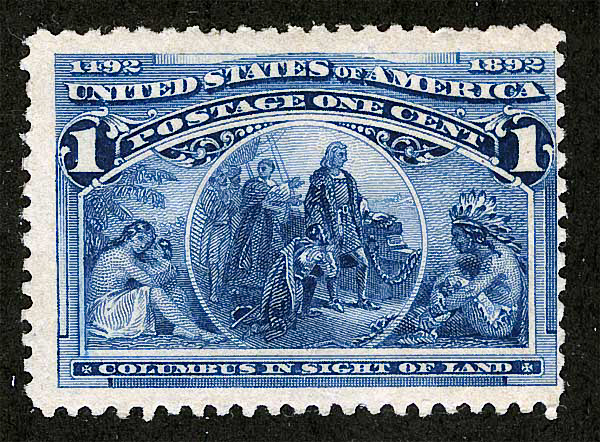
«کلمب در دید زمین»، در تمبر پست ۱ کلمبیایی به تصویر کشیده شده‌است

رودریگو دو تریانا (متولد سال ۱۴۶۹ در لِپه، هوولوا، اسپانیا) ملوانی اسپانیایی بود، و باور به این است که از زمان لیف اریکسون، او اولین اروپایی‌ای بود که قارهٔ آمریکا را دیده‌است. وی در بدو تولد خوان رودریگز برمخو نام گذاری شد، تریانا پسر ویسنته برمخو (هیدالگو) از طبقهٔ اشراف اسپانیا و سرنی بتانکور سفالگر بود.
در ۱۲ اکتبر ۱۴۹۲، در حالی که در کشتی  پینتای کریستوف کلمب حاضر بود، خشکی‌هایی را دید که بومیان آنجا را گواناهانی خوانده بودند. گزارش شده که پس از مشاهده جزیره باهاما تقریباً ساعت دو بامداد، او فریاد می‌زند " ¡Tierra! ¡Tierra! " (خشکی! خشکی!) کلمب در دفترچهٔ روزنگار خود ادعا می‌کند که او ساعت ۱۰ عصر روز گذشته "نوری" را دیده، "اما آنقدر محو بوده که او جرات نکرده بود تا با قطعیت اعلام کند که خشکی است." از آنجایی که کریستف کلمب، اعتبار این کشف را به نام خود ثبت کرد، تریانا پاداشی برای اینکار دریافت نکرد.
.
رصدخانه آب‌وهوای فضای ژرف ناسا، ماهواره ای که در اصل برای ارائهٔ منظره‌ای تقریباً یکپارچه از کل زمین در نظر گرفته شده بود، به احترام خوان رودریگز برمخو در ابتدا تریانا نام گذاری شد.

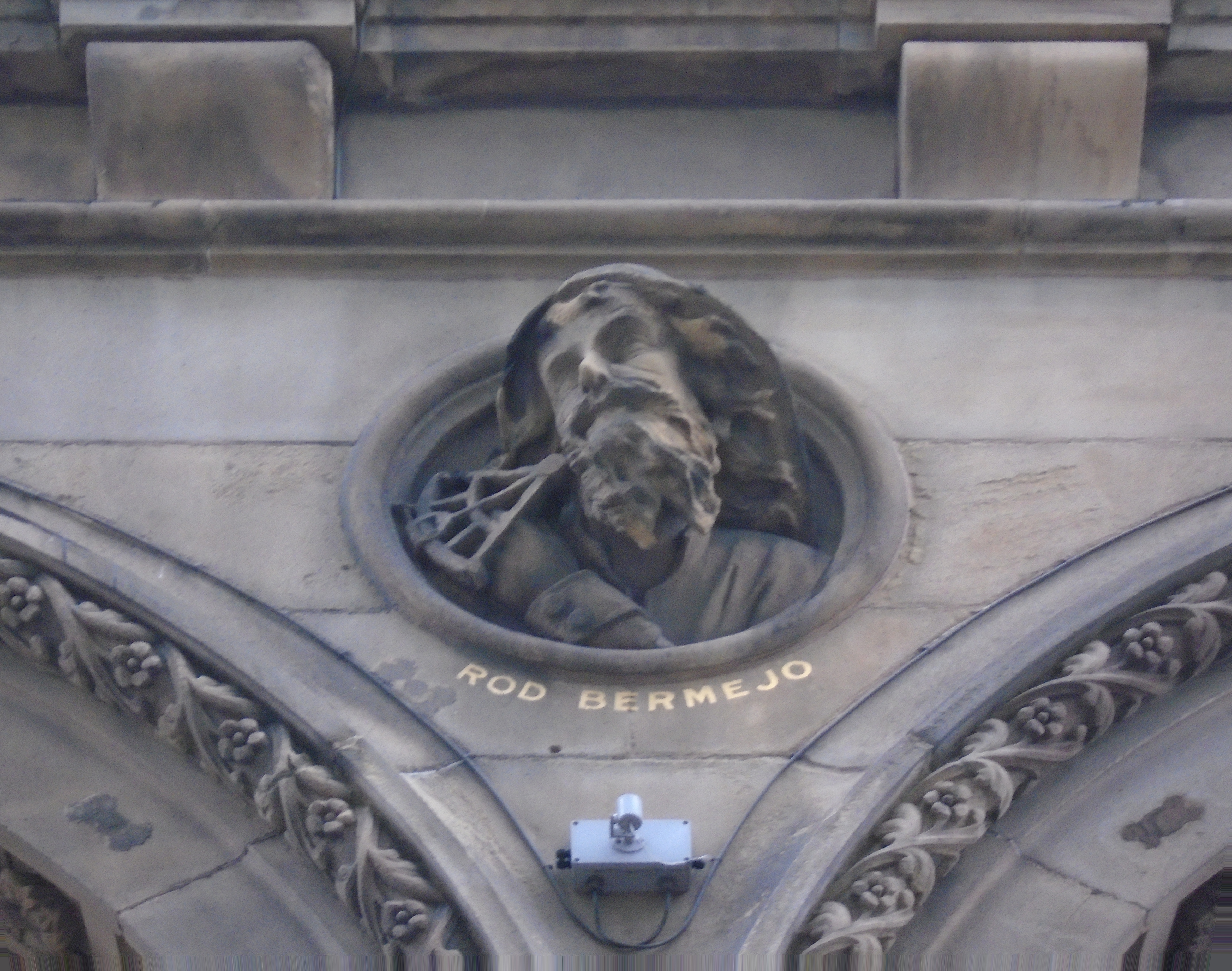
نقش برجستهٔ تیریانا مقابل ساختمان Hargreaves، لیورپول